# ホセ・セリスエラ
ホセ・セリスエラ（José Serrizuela, 1962年6月10日 - )は、アルゼンチン・トゥクマン州出身の元サッカー選手。現役時代のポジションはCB。アルゼンチン代表として8試合のプレー経験がある。ワールドカップイタリア大会大会のメンバーに選出され、4試合に出場した。
CAインデペンディエンテ在籍時の、1995年に東京で開催されたレコパ・スダメリカーナ、CAベレス・サルスフィエルドとの対戦では決勝点を挙げた。

## タイトル
リーベル・プレート
- プリメーラ・ディビシオン：1989-90

CAインデペンディエンテ
- レコパ・スダメリカーナ : 1995
- スーペルコパ・スダメリカーナ : 1995
- プリメーラ・ディビシオン： 1994前期リーグ

アルゼンチン
- ワールドカップ準優勝 : 1990